# Now United
Now United  (a veces abreviado como N.U.) es el primer grupo global de música pop creado en diciembre de 2017 por el creador de American Idol, Simon Fuller. Es dirigido por XIX Entertainment. El grupo consta de 18 miembros (algunos son exintegrantes, y activos ahora hay 7 miembros), cada uno de una nacionalidad diferente.
El grupo hizo su primera aparición el 5 de diciembre de 2017, con el lanzamiento del primer sencillo "Summer in the City", lanzado en las 24 horas de realidad de Al Gore, una transmisión global destinada a trabajar para crear conciencia sobre la crisis climática mundial. "Summer in the City" es una versión en inglés del clásico sueco de los años 90 "Sommaren i City" del grupo de chicas Angel. La canción fue compuesta por Jakke Erixson, Mika Guillory, Justin Tranter y RedOne, siendo producida por este último. El debut oficial del grupo tuvo lugar en el verano de 2018.

## Historia

### 2017: predebut, anuncio,  Summer in the City
A mediados de 2016, el creador de American Idol y el gerente de Spice Girls, Simon Fuller, comenzó a buscar talento para cumplir su plan de crear un grupo pop global con miembros de todo el mundo a través del 'The Now United Show'. Dado que el reality show no se transmitiría en ningún programa de televisión y solo a través de las redes sociales, la selección se realizó con la ayuda de plataformas digitales como Instagram, Facebook, YouTube y TikTok. Finalmente, se seleccionaron catorce personas de diferentes nacionalidades.
Fuller confirmó a MBW en septiembre de 2018 que "para reclutar a los 11 jóvenes en Now United, empleó a 20 personas para viajar por el mundo durante 18 meses, realizando audiciones con grupos de 10 a 20 personas a la vez. Pero después de ver los talentos de varios jóvenes decidió formar un grupo de 14 miembros pudiendo agregar más miembros en el futuro "si el público responde positivamente".
Del 11 al 22 de noviembre de 2017, el sitio web oficial de Now United comenzó a dar a conocer a sus miembros, con un video-teaser, junto con sus nombres y banderas que representan a cada país. El 11 de noviembre, los primeros miembros en ser revelados fueron Joalin Loukamaa, de Finlandia, y Sofya Plotnikova, de Rusia. Al día siguiente revelaron a otra integrante:Diarra Sylla, de Senegal. El 13 de noviembre se lanzó el primer teaser del grupo completo, donde apareció la canción "Boom Boom" de RedOne, junto con la revelación de dos nuevos integrantes, Noah Urrea, de Estados Unidos, y Hina Yoshihara, de Japón. Los siguientes días fueron revelados: Any Gabrielly, de Brasil (14 de noviembre), Heyoon Jeong, de Corea del Sur, Shivani Paliwal, de India, Josh Beauchamp, de Canadá, Lamar Morris, de Reino Unido, (15 de noviembre), Bailey May, de Filipinas y Krystian Wang, de China (17 de noviembre). Luego de tres días sin información sobre nuevos integrantes, el 21 de noviembre se reveló a Sabina Hidalgo, de México, siendo la penúltima integrante. El 22 de noviembre fue liberada la última integrante, Sina Deinert, de Alemania.
El 5 de diciembre de 2017, Now United lanzó su primer sencillo "Summer In The City". "Summer In The City" es una versión en inglés del clásico sueco de los 90 "Sommaren i City" del grupo de chicas Angel.

### 2018: Debut, Promo World Tour, Pepsi
A partir de abril de 2018, el grupo comenzó su Promo World Tour, donde aparecieron en muchos programas de televisión en diferentes países, además de realizar presentaciones.
La gira comenzó en Moscú, Rusia, donde hicieron su primera aparición pública en la televisión interpretando "Summer in the City" en el final del programa ruso The Voice Kids. A finales de 2018, el grupo realizó una gira por todos los países miembros y también por otros dos, especialmente Suecia y Austria.
El 30 de mayo de 2018, Now United apareció en el sencillo "One World", la primera colaboración del grupo con RedOne y Adelina. La canción del video, dirigida por Daniel Zlotin, se mostró en todos los canales de beIN Sports durante la Copa Mundial de Fútbol en Medio Oriente, África del Norte y Francia. La canción fue la firma musical de beIN SPORTS durante todo el torneo.
En julio de 2018, Now United debutó en los Estados Unidos en The Late Late Show con James Corden interpretando su nueva canción "What Are We Waiting For".
En menos de tres meses, el grupo lanzó los videos oficiales de tres sencillos, que fueron "What Are We Waiting For", Grabados en Corea del Sur, "Who Would Think That Love?" grabado en México y "All Day", grabado en California.
Durante su gira india a principios de noviembre de 2018, Now United lanzó el sencillo "How We Do It", que protagonizó el rapero indio Badshah y fue patrocinado por Pepsi. La canción saltó a la fama en India, y su sencillo "Beautiful Life", que también fue filmado en la India, también fue lanzado.
En diciembre de 2018, se lanzó el documental "Dreams Come True: The Documentary", que presentaba escenas de las audiciones realizadas para seleccionar a los miembros del grupo y la trayectoria detrás de la creación de Now United.

### 2019: Ceremonias de apertura, nuevos miembros
En las Filipinas, mientras estaban de gira, el grupo grabó y filmó el video musical "Afraid of Letting Go". El bailarín canadiense filipino AC Bonifacio, que había aparecido en el campo de entrenamiento de Now United, tuvo un cameo.
El grupo también participó en la Ceremonia de Apertura de los Juegos Mundiales de Verano Olimpiadas Especiales de 2019 en Abu Dhabi, donde bailaron e interpretaron su nueva canción "Paraná". El 7 de junio de 2019, Now United lanzó el video musical de "Paraná", que fue filmado en São Paulo, Brasil, y contó con admiradores, seleccionados de audiciones por Rexona Dance Studio.
A mediados de 2019, se anunció que se agregarán dos nuevos miembros a Now United, con un total de 16 miembros. La selección se llevó a cabo a través de las redes sociales, donde los fanáticos pudieron decidir qué país y qué miembros deberían ser parte del grupo. Se anunció que el primer miembro nuevo sería de Australia. El 27 de noviembre de 2019 se anunció que el segundo miembro sería del norte de África o Medio Oriente.
El 1 de junio de 2019, el grupo actuó en directo en la ceremonia inaugural de la final de la UEFA Champions League 2019 en Madrid, organizada por Pepsi, cantando en el mismo escenario que grandes artistas como Imagine Dragons. Durante la gira mundial, se lanzaron tres clips más, "Sunday Morning", "Crazy Stupid Silly Love" y "Like That". El 20 de septiembre de 2019, se lanzó "You Give Me Something" en una versión en inglés y portugués, interpretada por los miembros Lamar Morris y Any Gabrielly, respectivamente. El videoclip, lanzado simultáneamente, fue grabado en West Hollywood, California, Estados Unidos. El 26 de septiembre comenzó la gira "World Tour 2019 - Presented by YouTube Music", promovida por Pepsi y YouTube, que se realiza en la sede del YouTube Space en algunos países. Durante la gira por los siete países diferentes, se grabó "Legends", lanzado oficialmente el 14 de noviembre. Más tarde, se lanzó la versión portuguesa de la canción, "Lendas". La gira se llevó a cabo hasta el 25 de octubre. El 17 de noviembre comenzó el "Dreams Come True Tour", realizado solo en Brasil. El 15 de diciembre se dio a conocer el video de "Na Na Na", grabado en el Theatro Municipal de Río de Janeiro, alcanzando altísimos números de visualizaciones en pocas horas. Un día después, el canal oficial de YouTube de Now United lanzó una vista previa de "Good Intentions", cantada por Noah y lanzada en celebración de la Navidad. El último clip fue lanzado el 28 de diciembre, "Let Me Be the One".

### 2020: Cuarentena y Come Together Tour
Los miembros regresan a Los Ángeles y graban el videoclip de la canción "Live This Moment". El video se grabó en Los Ángeles, tanto en el estudio, con la función chroma key, como en las calles, y solo asistieron Bailey, Josh, Krystian y Noah, el clip fue lanzado el 12 de febrero de 2020. 
Poco después, el grupo graba el video de "Come Together", el video fue grabado en Coyote Dry Lake, California, y lanzado el 7 de marzo de 2020. Este fue el primer videoclip del grupo en contener a la miembro número 15 Savannah Clarke. El grupo realizó una fiesta para promocionar el clip en Brasil y presentó la música en varios programas de televisión. Durante este paso, se anunció el "Come Together Tour", que se realizará en Brasil. Una semana después, Brasil fue puesto en cuarentena debido a la pandemia de coronavirus y la gira se pospuso. Al mismo tiempo, la mayoría de los países del mundo fueron puestos en cuarentena, lo que provocó que el grupo se separara. 
El 3 de abril se lanzó en plataformas digitales el sencillo "Wake Up", habiendo sido grabado en Orange County, siendo dirigido por el integrante de Estados Unidos, Noah, antes de la pandemia. También el 3 de abril, el grupo lanzó el video de "Hoops", pero luego fue eliminado después de problemas con el libro del Corán. El 21 de abril se estrenó "By My Side", grabado por cada integrante de sus respectivos hogares, debido a la pandemia. El 30 de abril se lanzó "Better", una canción que había sido cancelada por el grupo y que había sido grabada en marzo de 2018. 
El 8 de mayo se estrenó "Dana Dana" en todas las plataformas digitales y el día 11 el clip, también grabado por cada integrante de sus respectivos hogares. El 29 de mayo, el sencillo "Let the Music Move You" fue lanzado en todas las plataformas digitales, y el 18 de junio se lanzó el videoclip, en asociación con la aplicación ZEPETO. 
El 23 de junio se lanzó "Stand Together", una canción grabada en 2018 pero que se usó para apoyar las cosas que están sucediendo en el mundo (Black Lives Matter y COVID-19). 
El 31 de julio, el sencillo "Show You How To Love" fue lanzado en todas las plataformas digitales. El 8 de agosto, se lanzó el video de "Nobody Fools Me Twice", dirigido por el miembro de Corea del Sur, Heyoon.
Luego de una pausa de 6 meses (debido a la pandemia Covid-19), se confirmó el 19 de agosto de 2020 que el reencuentro del grupo será en Dubái y tendrá como objetivo continuar la búsqueda del nuevo miembro del grupo, que vendrá de Medio Oriente/África del Norte . El mismo día, se lanzó el video de la canción "Feel It Now", y el 21 de agosto, la canción se lanzó en todas las plataformas digitales.
En una rápida entrevista en las calles de Los Ángeles con un paparazzo del sitio web Hollywood Fix, el 5 de septiembre de 2020, Diarra, miembro de Senegal, confirma su salida del grupo.
El 18 de septiembre se estrenó el video de "The Weekend's Here", grabado en Dubái y dirigido por el miembro surcoreano Heyoon. El 21 de septiembre, Nour Ardakani, se reveló como el decimosexto miembro, en representación de Líbano.

### 2021: Now united 18
El 26 de abril de 2021, el modelo y bailarín Alex Mandon Rey fue proclamado miembro número 18 del grupo Now United. Nacido en la isla de Mallorca el 10 de julio de 2005, Alex es el componente más joven a incorporar el grupo con solo 15 años y representó a España. Su vídeo presentación en la cuenta oficial de Now United, alcanzó 1M de visitas en solo 2 días.

### Socios Comerciales
En mayo de 2018, Aline Santos, directora global de diversidad e inclusión de Unilever, anunció una asociación con Now United en el panel de Unilever #unstereotype en Cannes Lions.
En junio de 2018, Now United actuó ante un público de 20.000 personas en el show Sapphire Now de SAP en Orlando, presentado por el CEO de SAP Bill McDermott y Simon Fuller. En el Congreso Mundial de Móviles de 2018 se anunció una asociación oficial con SAP.
En septiembre de 2018, el periódico The Times informó que Now United también está patrocinado por Samsung, Tommy Hilfiger y Unilever.
En enero de 2019, Billboard informó que Now United se asoció con Pepsi y que lanzaría canciones, incluyendo los sencillos promocionales "For The Love Of It" y "Sundin Ang Puso", siendo esta última la primera canción oficial del grupo en el idioma filipino. La canción del grupo, llamada "Feel It Now", también se utiliza como una marca de refrescos.
El 22 de junio se anunció que el grupo pasa a formar parte del selecto grupo de la empresa Redibra que tiene como objetivo acercar a los aficionados al grupo, ofreciendo productos OFICIALES. En el catálogo de la compañía, Now United se suma a marcas como Netflix, Riachuelo y Capricho.

2023: Falsa Alarma en los Kids Choice Awards Abu Dhabi 2023
Now United es confirmado como performer en los Kids Choice Awards Abu Dhabi, la primera aparencia de la segunda generación en unos premios. Hicieron un medley de All Night Long/One Love, y mientras cantaban All Night Long soltaron confeti que hizo un gran estruendo, y las personas del arena que estaban en los pasillos pensaron que era un tipo de explosivo o bomba y se desató el pánico entre las personas presentes del lado de fuera, se estima que por el intento de escapar del Eithad Arena más de 15 personas resultaron heridas pero sin ningún tipo de daños graves.

## Miembros

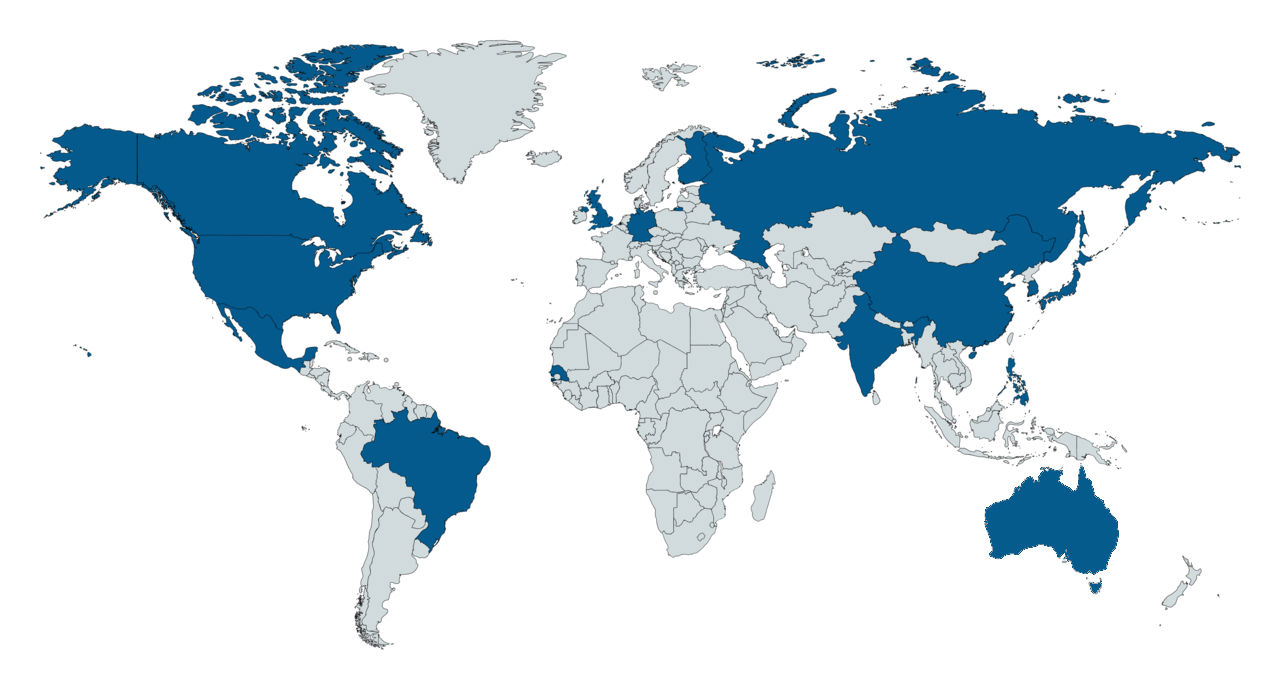
Mapa de cada país representado en NOW UNITED.

| Miembro   | Nombre completo                                            | País            | Número | Nacimiento                         | Local                                                  | Ref.                                      |
| --------- | ---------------------------------------------------------- | --------------- | ------ | ---------------------------------- | ------------------------------------------------------ | ----------------------------------------- |
| Desirée   | Desirée Silva                                              | Brasil          | 6      | 11 de mayo de 2005 (19 años)       | Río de Janeiro, Brasil                                 |                                           |
| Zane      | Zane Carter                                                | Estados Unidos  | 7      | 28 de marzo de 2003 (21 años)      | Ashland, Estados Unidos                                |                                           |
| Lamar     | Lamar Morris                                               | Reino Unido     | 2      | 1 de diciembre de 1999 (24 años)   | Londres, Inglaterra, Reino Unido                       | [ 15 ] [ 16 ] [ 17 ]                      |
| Melanie   | Melanie Thomas                                             | Costa de Marfil | 17     | 24 de octubre de 2003 (20 años)    | Abiyán, Costa de Marfil                                |                                           |
| Nour      | Nour Ardakani (Arábico: نور أردكاني)                       | Líbano          | 16     | 30 de noviembre de 2001 (22 años)  | Beirut, Líbano                                         | [ 18 ] [ 19 ] [ 20 ] [ 21 ] [ 22 ] [ 23 ] |
| Savannah  | Savannah Clarke                                            | Australia       | 15     | 9 de julio de 2003 (20 años)       | Sídney, Australia                                      | [ 24 ] [ 25 ]                             |
| Sabina    | María Sabina Hidalgo Paño                                  | México          | 3      | 20 de septiembre de 1999 (24 años) | Guadalajara, Jalisco, México                           | [ 26 ]                                    |
| Sina      | Sina Maria Deinert                                         | Alemania        | 12     | 24 de agosto de 1998 (25 años)     | Karlsruhe, Baden-Wurtemberg, Alemania                  | [ 27 ] [ 28 ]                             |
| Sofya     | Sofya Plotnikova (cirílico: Софья Плотникова)              | Rusia           | 5      | 23 de octubre de 2002 (21 años)    | Moscú, Rusia                                           | [ 29 ] [ 30 ]                             |
| Exmiembro | Nombre completo                                            | País            | Número | Nacimiento                         | Local                                                  | Ref.                                      |
| Diarra    | De-arra Sylla Diongue                                      | Senegal         | 1      | 30 de enero de 2001 (23 años)      | nació en París, Francia, pero creció en Dakar, Senegal | [ 31 ] [ 32 ] [ 33 ] [ 34 ]               |
| Any       | Any Gabrielly Rolim Soares                                 | Brasil          | 6      | 9 de octubre de 2002 (21 años)     | Guarulhos, São Paulo, Brasil                           | [ 35 ] [ 36 ]                             |
| Joalin    | Joalin Viivi Sofia Loukamaa                                | Finlandia       | 13     | 12 de julio de 2001 (22 años)      | Turku, Finlandia                                       | [ 37 ] [ 38 ] [ 39 ]                      |
| Krystian  | Wang Nanjun (hànzi: 王南钧)                                | China           | 8      | 22 de enero de 2000 (24 años)      | Pekín, China                                           | [ 40 ] [ 41 ]                             |
| Shivani   | Shivani Suresh Paliwal (devanágari: शिवानी पालीवाल)              | India           | 4      | 13 de marzo de 2002 (22 años)      | Udaipur, Rayasthan, India                              | [ 42 ] [ 43 ]                             |
| Noah      | Noah Jacob Urrea                                           | Estados Unidos  | 7      | 31 de marzo de 2001 (23 años)      | Orange, Califórnia, Estados Unidos                     | [ 44 ] [ 45 ] [ 46 ]                      |
| Josh      | Joshua Kyle Beauchamp                                      | Canadá          | 14     | 31 de marzo de 2000 (24 años)      | Edmonton, Alberta, Canadá                              | [ 47 ]                                    |
| Bailey    | Bailey Thomas Cabello May                                  | Filipinas       | 9      | 6 de agosto de 2002 (21 años)      | Cebú, Filipinas                                        | [ 48 ] [ 49 ]                             |
| Hina      | Yoshihara Hina (kanji: 吉原 日奈, hiragana: よしはら ひな) | Japón           | 10     | 12 de octubre de 2001 (22 años)    | Niiza, Japón                                           | [ 50 ]                                    |
| Heyoon    | Jeong HeYoon (hangul: 정혜윤)                              | Corea del Sur   | 11     | 1 de octubre de 1996 (27 años)     | Daejeon, Corea del Sur                                 | [ 51 ] [ 52 ]                             |
| Alex      | Alex Mandon Rey                                            | España          | 18     | 10 de julio de 2005 (18 años)      | Palma de Mallorca, Islas Baleares, España              | 1 - 2                                     |

## Filmografía
| Año           | Título                                         | Plataforma | Episodios     | Los grados                                                   | Árbitro.             |
| ------------- | ---------------------------------------------- | ---------- | ------------- | ------------------------------------------------------------ | -------------------- |
| 2018          | Now United - Meet the Group                    | Youtube    | 1             | Especial                                                     |                      |
| 2018          | Now United - Singing and Dancing Without Music | Youtube    | 14            | Especial                                                     |                      |
| 2018          | Now United in Moscow, Russia                   | Youtube    | 6             | Vlog                                                         |                      |
| 2018          | Now United in Kitzbüel, Austria                | Youtube    | 2             | Vlog                                                         |                      |
| 2018          | We Are Now United / This Is Me                 | Youtube    | Lanzamiento   | Especial sobre la vida personal de los miembros.             |                      |
| 2018          | Now United - Why I Dance x Rexona Dance Studio | Youtube    | Lanzamiento   | Especial con Rexona Dance Studio                             |                      |
| 2018-presente | The Now United Show                            | Youtube    | Lanzamiento   | Backstage de la gira mundial, shows y ensayos. 3 temporadas. | [ 53 ]               |
| 2018          | Dreams Come True: The Documentary              | Youtube    | 1             | Documental                                                   | [ 54 ]               |
| 2019          | The Road to Dreams Come True                   | Youtube    | 20            | Backstage en preparación para Dreams Come True Tour .        |                      |
| 2020          | Dance Partys                                   | Youtube    | 5 (por ahora) | Vivo hecho por miembros durante la pandemia COVID-19         | [ 55 ] [ 56 ] [ 57 ] |
| 2021          | Love, Love, Love: A Musical                    | Youtube    | 1             | Musical                                                      |                      |

## Premios y nominaciones
| Año  | Premio                      | Categoría                            | Nominado             | Resultado | Ref.          |
| ---- | --------------------------- | ------------------------------------ | -------------------- | --------- | ------------- |
| 2018 | BreakTudo Awards            | Clip de estreno                      | "Summer In The City" | Nominado  | [ 58 ] [ 59 ] |
| 2022 | Mtv Miaw                    | Fandom del año                       | Uniters              | Nominado  |               |
| 2022 | Acervo Music Awards         | Artista Social (Global)              | Now United           | Ganador   |               |
| 2023 | DC Brasil Awards            | Mejor Grupo                          | Now United           | Ganador   |               |
| 2023 | Dabame Pop Awards           | Mejor Artista Pop                    | Now United           | Ganador   |               |
| 2023 | Player Pop Awards           | Mejor Grupo Musical                  | Now United           | Ganador   |               |
| 2019 | Meus Premios Nick           | Artista Internacional Favorito       | Now United           | Nominado  | [ 60 ] [ 61 ] |
| 2019 | Meus Premios Nick           | Fandom del año                       | Uniters              | Ganador   | [ 60 ] [ 61 ] |
| 2019 | BreakTudo Awards            | Artista revolucionario internacional | Now United           | Ganador   | [ 62 ]        |
| 2019 | Premio Jovem Brasileiro     | Roockie K-pop del año                | Now United           | Ganador   | [ 63 ]        |
| 2019 | Prêmio Contigo! Online 2019 | Revelación musical del año           | Now United           | Ganador   | [ 64 ]        |
| 2020 | Kids' Choice Awards         | Fandom brasileño                     | Uniters              | Ganador   | [ 65 ]        |
| 2020 | Tudo Information Awards     | Grupo del año                        | Now United           | Nominado  | [ 66 ]        |
| 2020 | Tudo Information Awards     | Artista Boom                         | Now United           | Ganador   | [ 67 ]        |
| 2020 | Prêmio Jovem Brasileiro     | Clip bombástico                      | "Come Together"      | Nominado  | [ 68 ]        |
| 2020 | Meus Prêmios Nick           | Artista Internacional Favorito       | Now United           | Ganador   | [ 69 ] [ 70 ] |
| 2020 | Meus Prêmios Nick           | Fandom del año                       | Uniters              | Ganador   | [ 69 ] [ 70 ] |
| 2020 | Meus Prêmios Nick           | Éxito internacional                  | "Come Together"      | Ganador   | [ 69 ] [ 70 ] |
| 2020 | Meus Prêmios Nick           | Ganadores épicos de KCA              | Now United           | Ganador   | [ 69 ] [ 70 ] |
| 2020 | BreakTudo Awards            | Grupo internacional                  | Now United           | Nominado  | [ 71 ] [ 72 ] |
| 2020 | BreakTudo Awards            | Fandom internacional                 | Uniters              | Nominado  | [ 71 ] [ 72 ] |
| 2020 | MTV Video Music Awards      | Mejor grupo                          | Now United           | Nominado  | [ 73 ]        |
| 2020 | Kids Choice Awards México   | Hit mundial                          | "Come Together"      | Nominado  | [ 74 ] [ 75 ] |

## Tours
- Promo World Tour (2018)
- World Tour 2019 - Presented by YouTube Music] (2019)
- Dreams Come True Tour (2019)
- Come Together Tour (2020) - (retrasado debido a la pandemia de COVID-19)
- Now Love (2021)
- Wave Your Flag World Tour 2022 (se espera que suceda en 2022)
- Forever United Tour 2022 (Tour de despedida de algunos miembros)
- The Good Times Tour 2023 (Artista Invitado con S Club)